# Duplín
Duplín – wieś (obec) na Słowacji położona w kraju preszowskim, w powiecie Stropkov. 

## Położenie
Leży na Pogórzu Ondawskim, nad Ondawą, ok. 5 km na północ od Stropkova. Przebiega przez nią droga krajowa nr 15 ze Stropkova w kierunku północnym (w kierunku Svidníka).

## Historia
Pierwsze wzmianki o miejscowości pochodzą z roku 1379.
W wydanym w 1881 r. „Słowniku geograficznym Królestwa Polskiego” (t. II) podano o Duplinie, że była to wieś w hrabstwie szaryskim, na Węgrzech, charakteryzująca się żyznymi ziemiami, pięknymi łąkami i lasami. Liczyła 303 mieszkańców i miała kościół parafialny obrządku rzymskokatolickiego.

## Demografia
Według danych z dnia 31 grudnia 2012, wieś zamieszkiwało 481 osób, w tym 253 kobiety i 228 mężczyzn.
W 2001 roku rozkład populacji względem narodowości i przynależności etnicznej wyglądał następująco:
- Słowacy – 97,50%
- Czesi – 0,42%
- Polacy – 0,21%
- Rusini – 1,67%
- Węgrzy – 0,21%

Ze względu na wyznawaną religię struktura mieszkańców kształtowała się w 2001 roku następująco:
- Katolicy rzymscy – 82,71%
- Grekokatolicy – 12,50%
- Prawosławni – 3,54%
- Ateiści – 1,04%
- Nie podano – 0,21%